# Sturegallerian

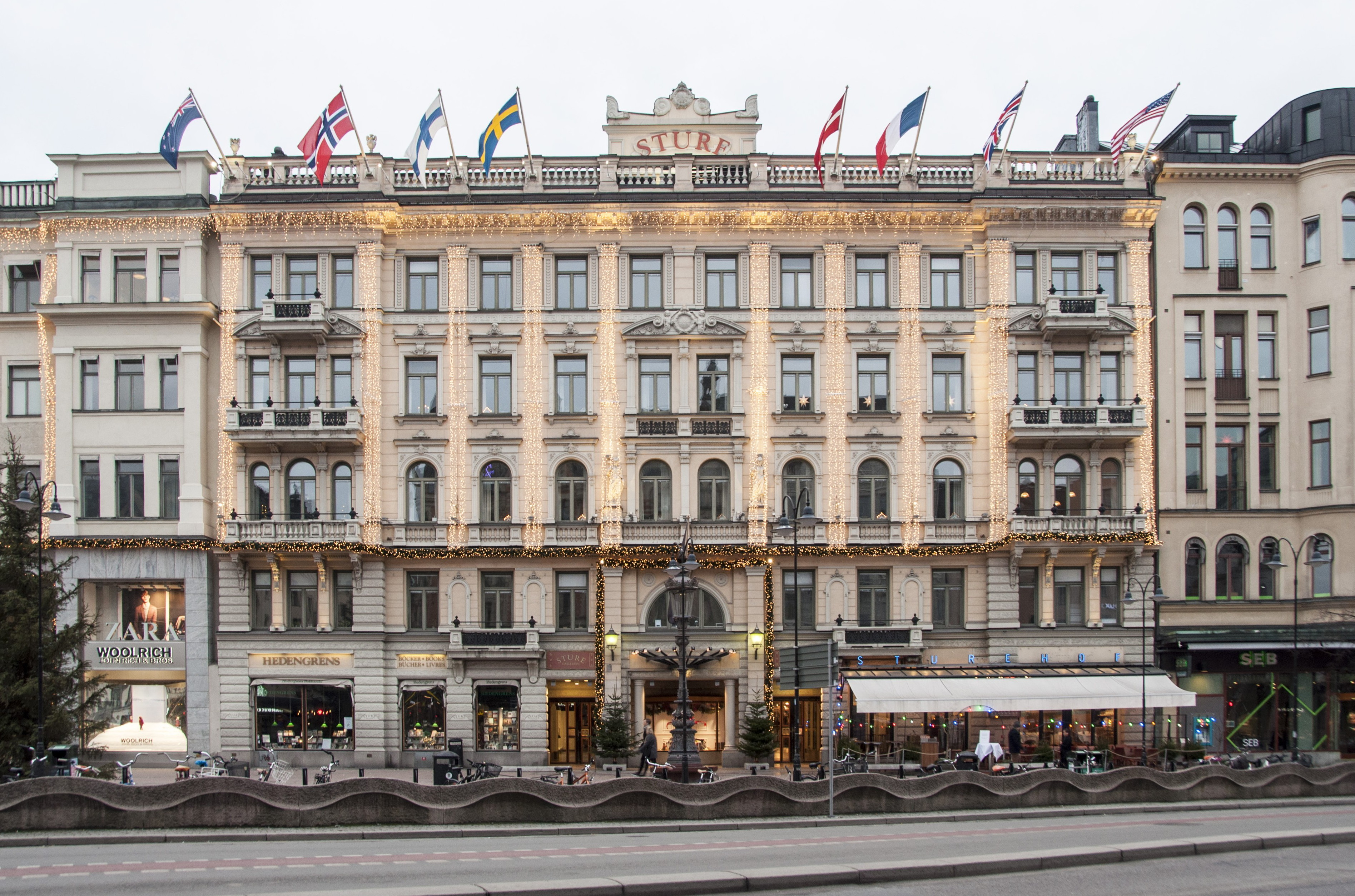
Sturegallerian, huvudentré mot Stureplan, 2018. Arkitekt Edward Ohlsson.

Sturegallerian är en galleria med exklusiva butiker vid Stureplan i kvarteret Sperlingens Backe på Östermalm i centrala Stockholm. Gallerian sträcker sig genom tidigare innergårdar och ombyggda bottenvåningar från Stureplan till Grev Turegatan 11.

## Historik

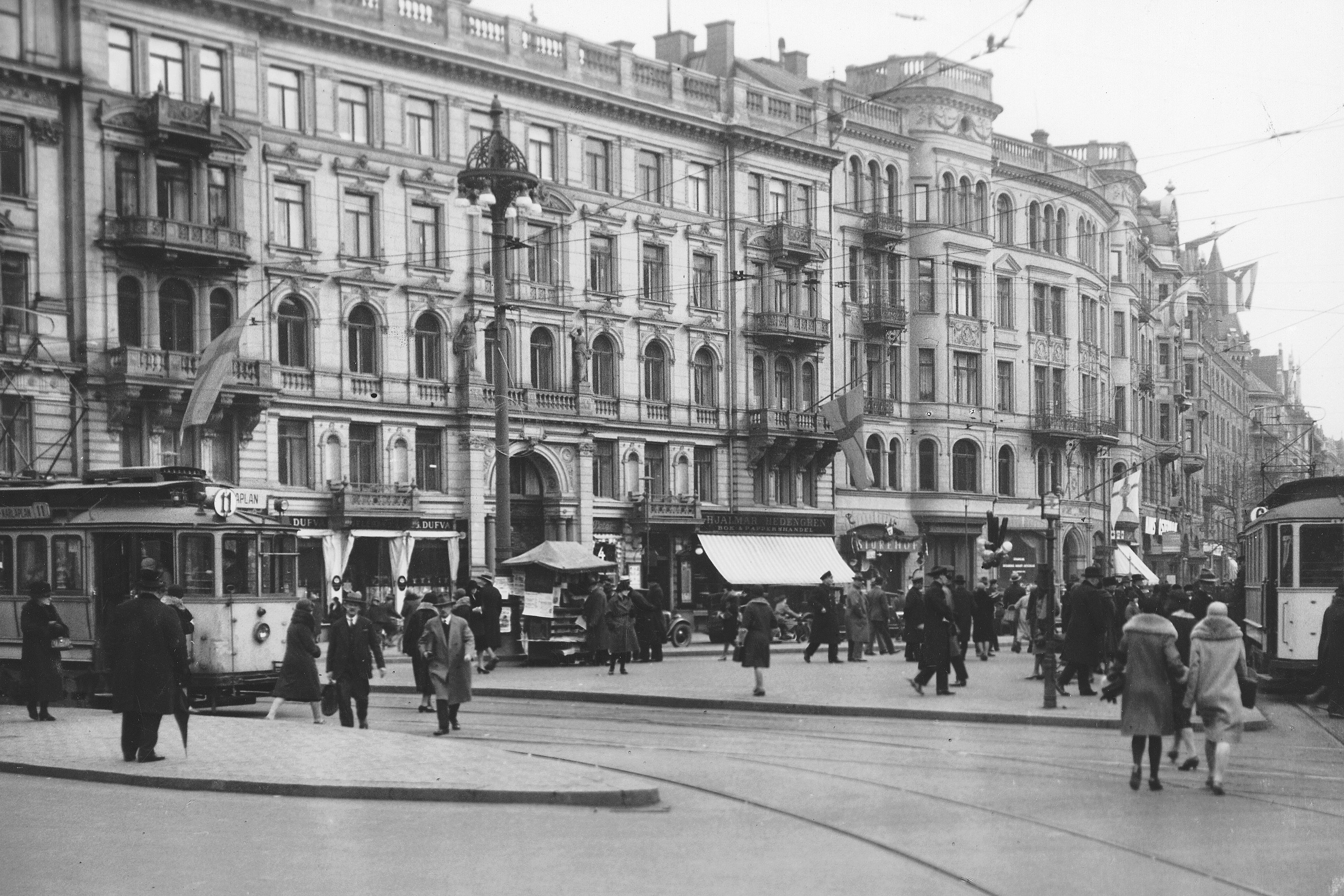
Sturegallerians historiska fasader mot Stureplan i april 1930.

Bebyggelsen i kvarteret uppfördes från sent 1870-tal till cirka 1910 och ritades av en rad kända arkitekter, bland dem Edward Ohlsson, Adolf Emil Melander, Wilhelm Klemming, Gustaf Wickman och Magnus Isaeus. Två av Sturegallerians byggnader är blåmärkta enligt Stadsmuseets kulturhistoriska klassificeringssystem, vilket innebär ”synnerligen höga kulturhistoriska värden” resten är grönmärkta vilket betyder att bebyggelsen bedöms vara ”särskilt värdefull från historisk, kulturhistorisk, miljömässig eller konstnärlig synpunkt”.
Sturegallerian skapades genom att bygga en klimatskyddad inköpsgalleria som sträcker sig genom ett stort antal av Sperlingens Backes fastigheter med in- och utgångar från Stureplan och Grev Turegatan. Anläggningen tillkom mellan åren 1986 och 1989 efter ritningar av flera arkitektkontor, bland dem Hans Murman Arkitektkontor och Arndt & Malmquist Arkitektkontor. En förutsättning för att Sturegallerian skulle bli verklighet var återuppbyggnaden av Sturebadet som brann den 31 maj 1985. Idag omfattar gallerian en total yta av cirka 13 000 m² inklusive Sturebadet och nattklubben Sturecompagniet, och består av omkring 60 butiker, välkända restauranger, caféer och nattklubbar.
I december 2006 förvärvades Sturegallerian AB av Abu Dhabi Investment Authority (ADIA) i Abu Dhabi för cirka 4 miljarder kronor av dåvarande ägaren Diligentia. Sturegallerian förvaltas och drivs av DEAS Asset Management AB på uppdrag av Sturegallerian AB. Sturegallerian AB äger fastigheterna Sperlingens Backe 27 och 56, tomträtten Sperlingens Backe 55 samt 3D-fastigheten Sperlingens Backe 65. År 2007 var den totala omsättningen ca 815 miljoner kronor och antalet besökare 6 miljoner.

## Bilder

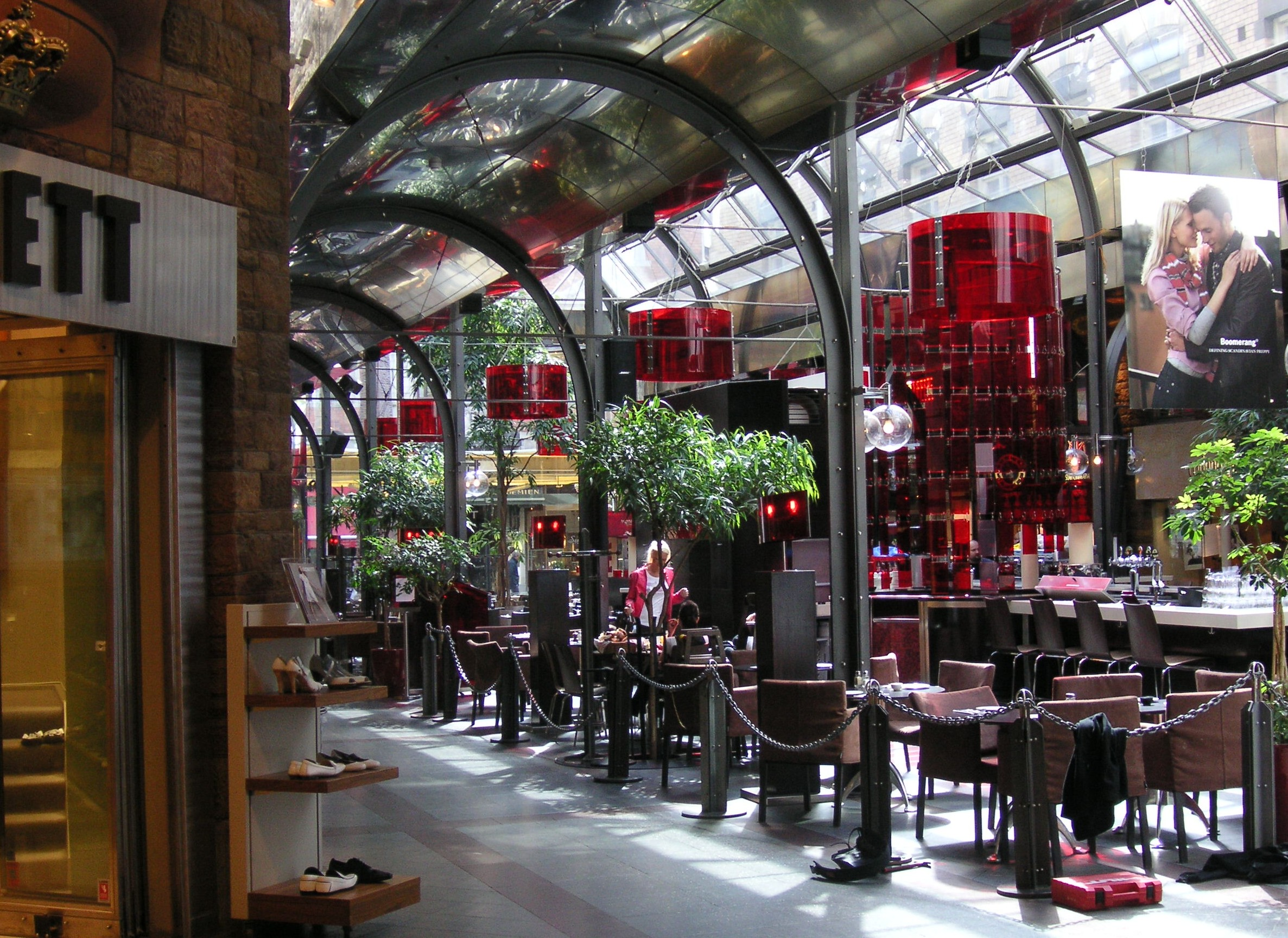
Glasöverbyggnaden från Grev Turegatan.
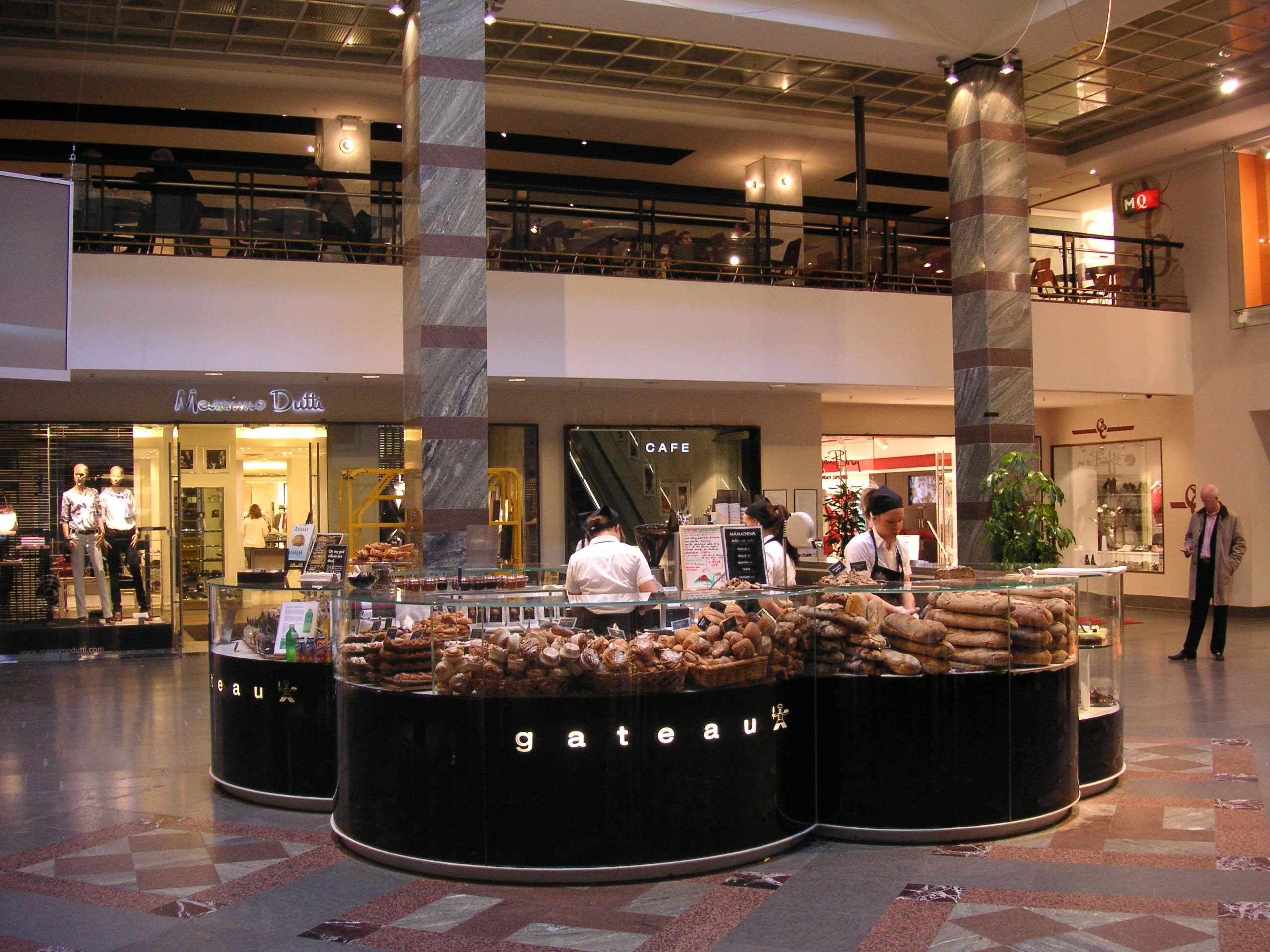
Sturegallerian, torg.
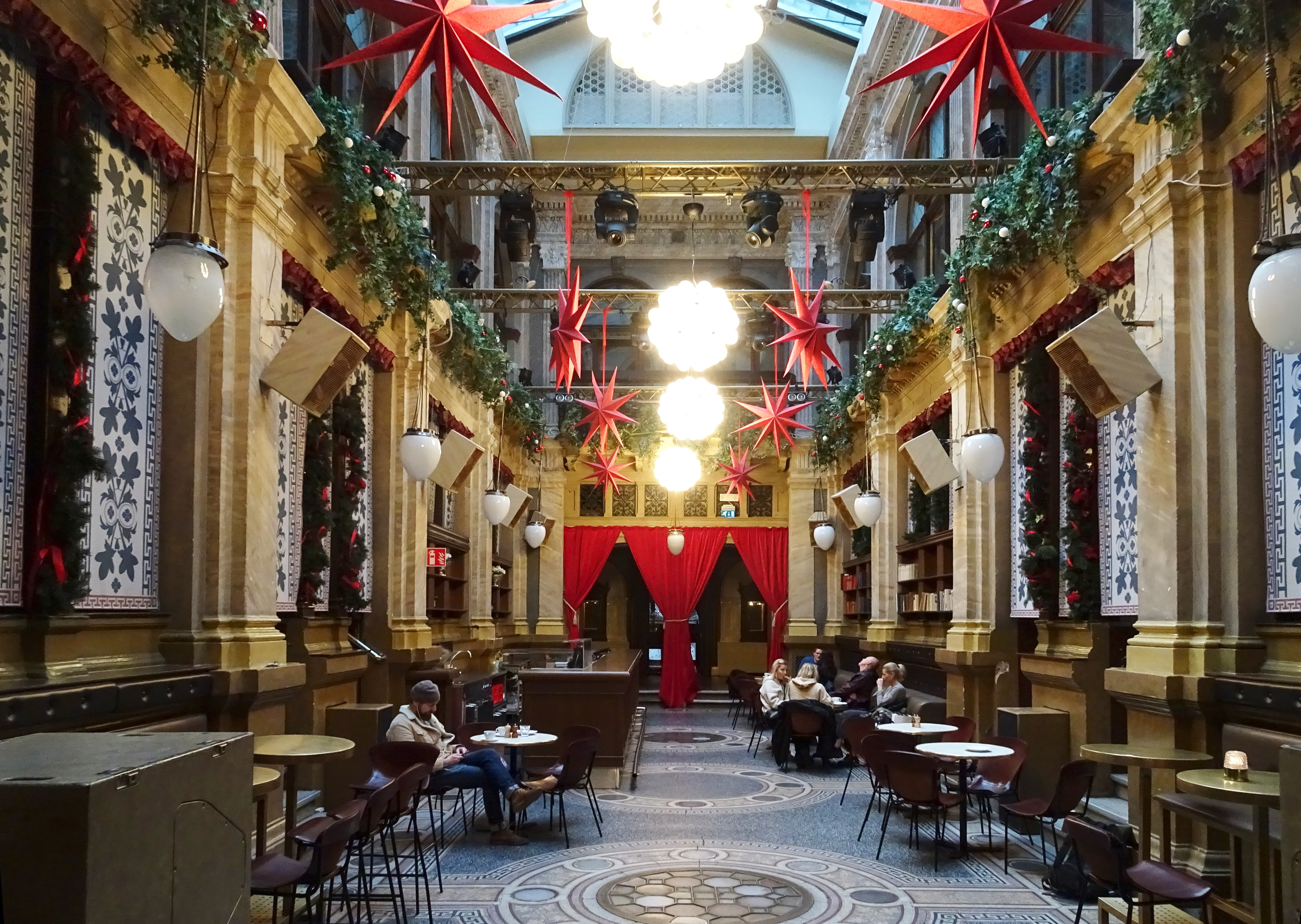
Sturebadets atrium.
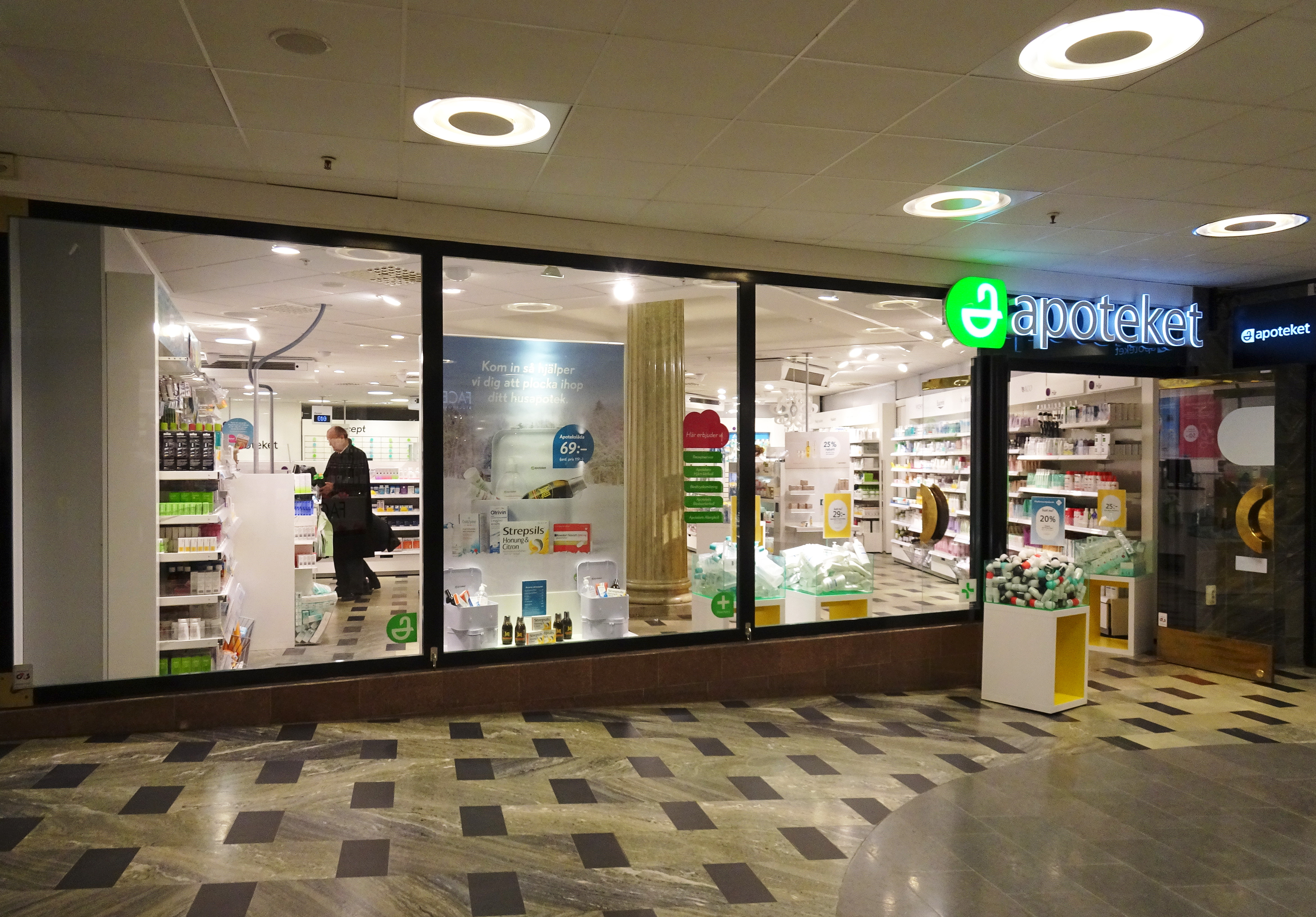
Apoteket Vita Björn.
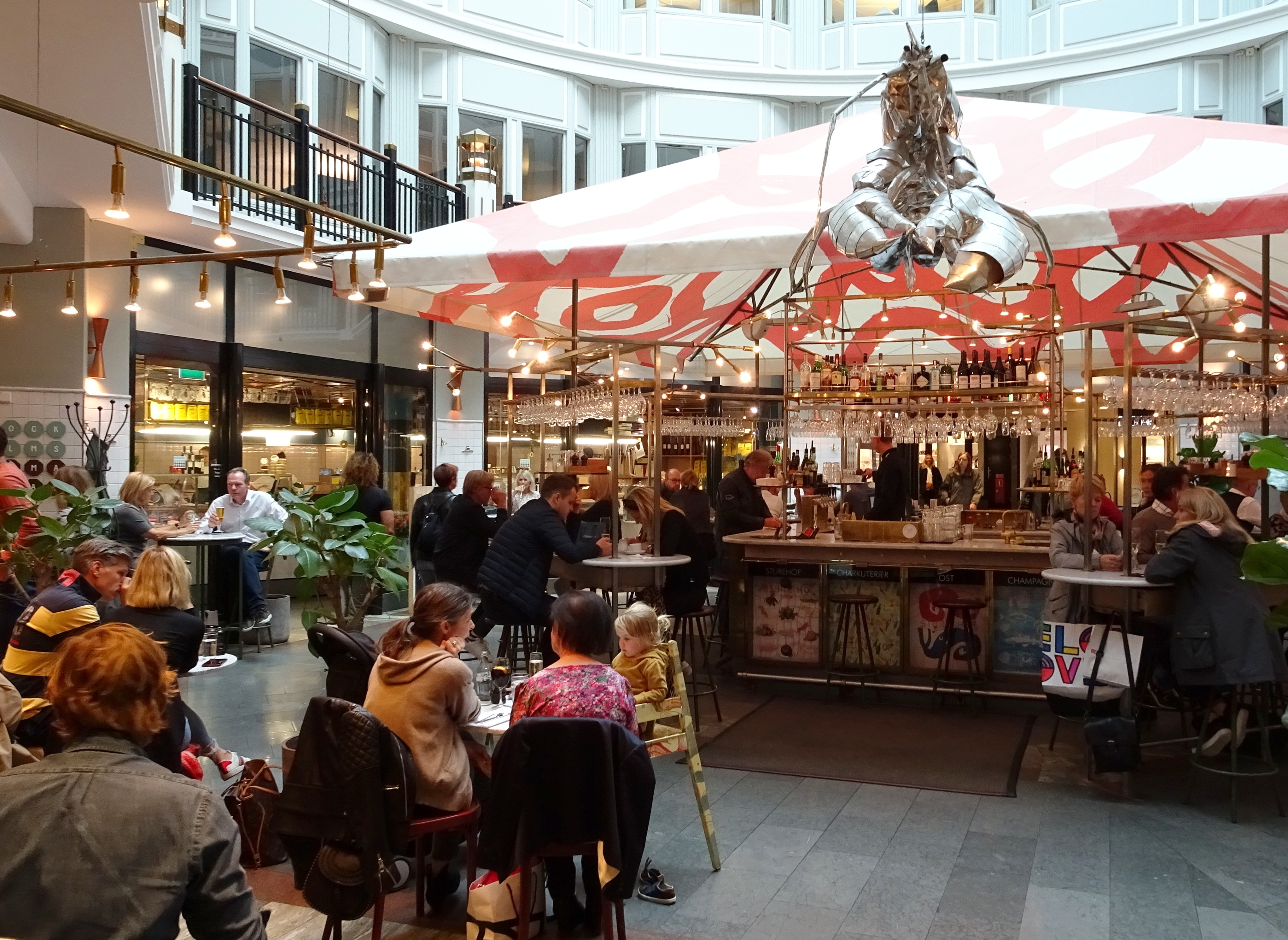
Restaurang Sturehof.

## Modernisering

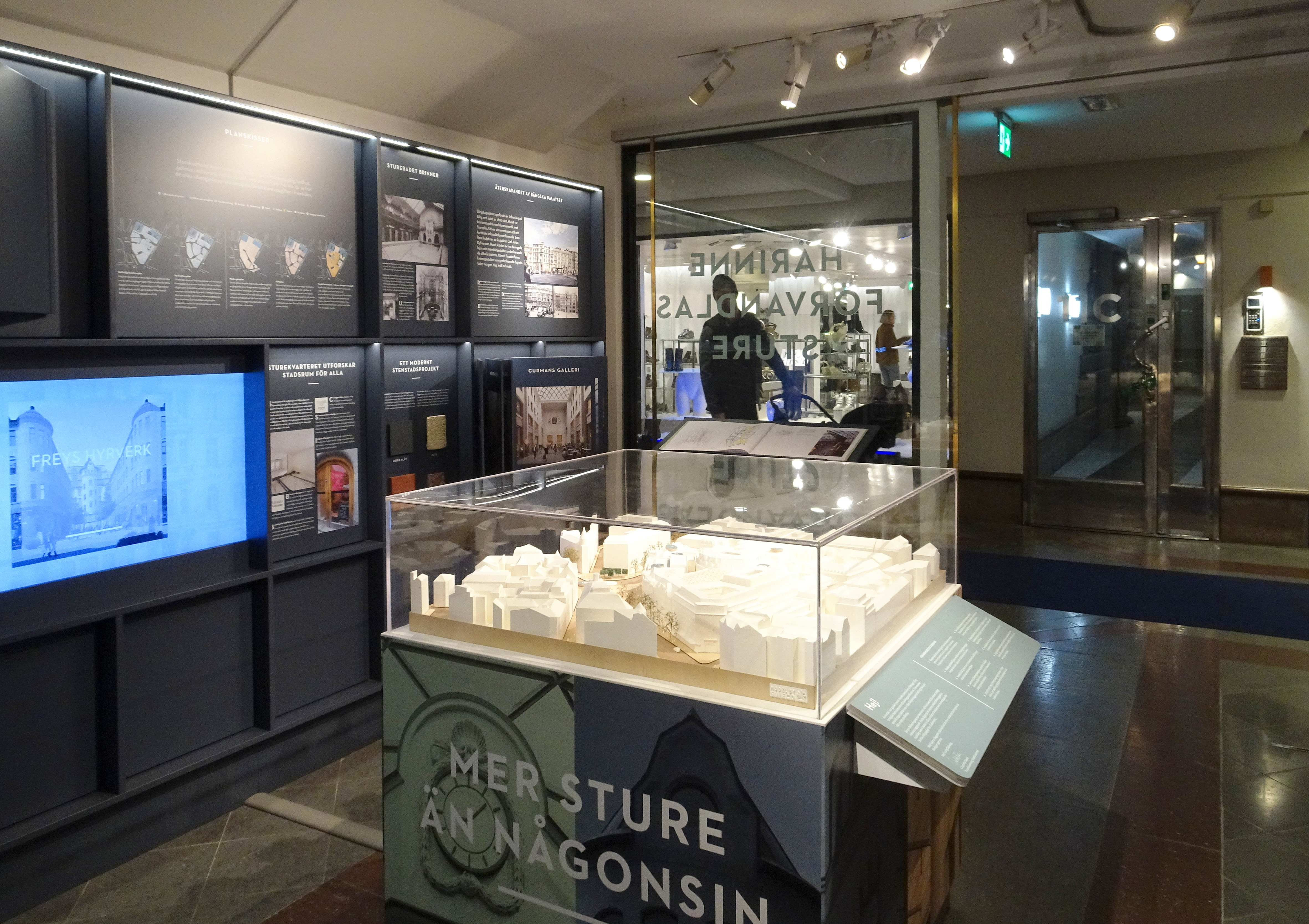
Information över ombyggnaden.

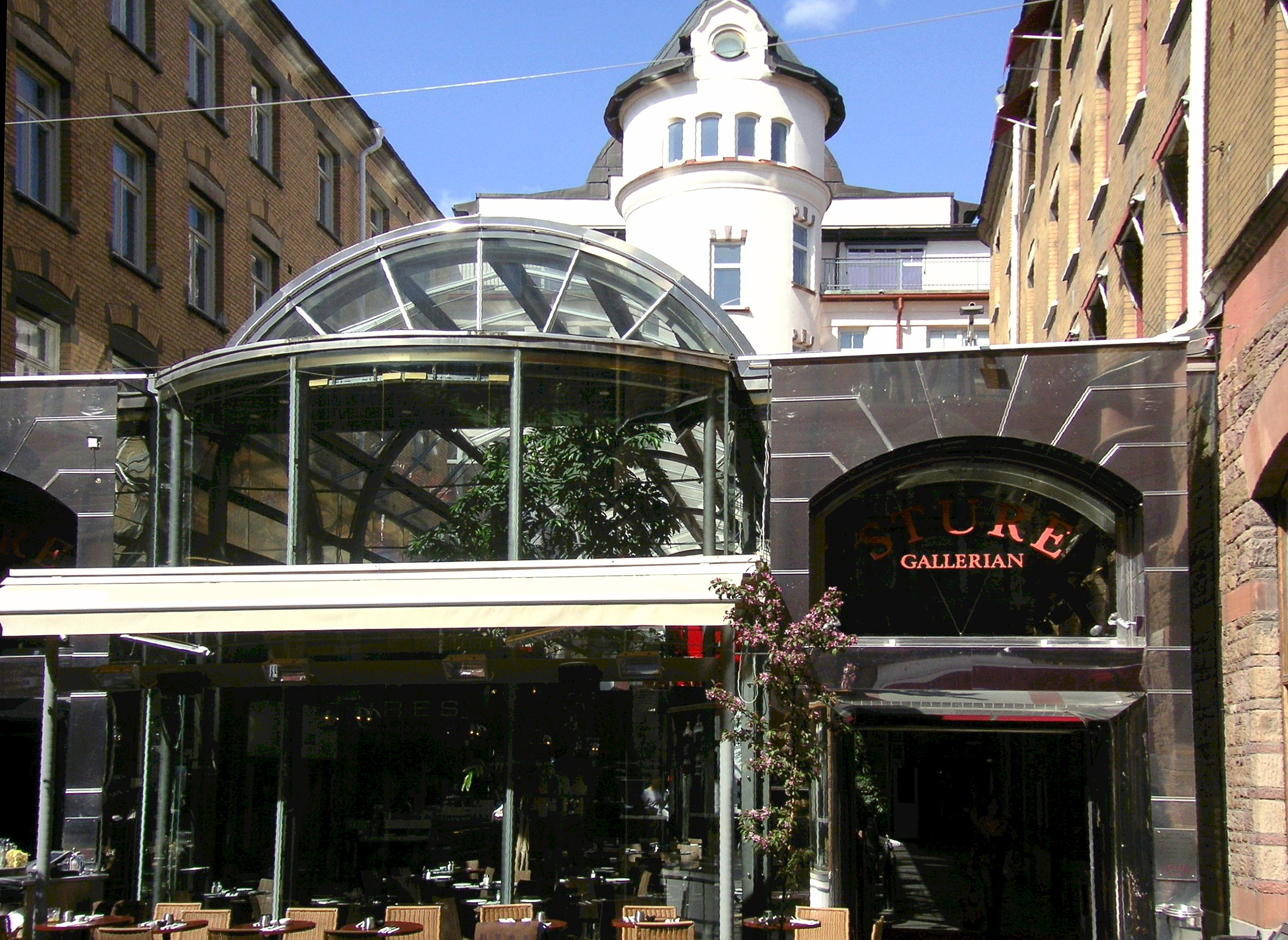
Glasöverbyggnaden från Grev Turegatan rivs och byggnaden för f.d. Freys Hyrverk (tornet i bakgrunden) blir åter synlig.

Näringsidkarna och fastighetsägarna i Sturegallerian såg ett behov av att modernisera lokalerna och höja kvarterets konkurrenskraft. När huvudägaren ADIA presenterade sitt första förslag till nya Sturekvarteret började dock en kritisk debatt. Kritikerna ansåg att förändringarna var alldeles för omfattande och hävdade felaktigt att de skulle innebära en total rivning av Sturegallerians innandöme och nybyggnad inom de bevarade fasaderna. Bland kritikerna fanns remissinstansen Stockholms kulturförvaltning, som avslog programförslaget och menade bland annat: Programmets förslag skulle innebära en mycket stor förändring av ett av stadens mest centrala stenstadskvarter. Stora kulturhistoriska värden skulle gå till spillo. Så omfattande rivningar i innerstaden har inte skett sedan rivningarna i City på 1950- och 60-talen...
Fastighetsägaren presenterade därefter ett modifierat förslag där Freys Hyrverk bevaras och Bångska Palatsets fasad, som hyvlades av på 1930- och 1950-talet, återställs till sitt ursprungliga utseende. Programförslaget antogs i november 2019 och omfattar ett planområde om cirka 19 000 m². 
Projektet innebär i korthet bland annat:
- Gallerian öppnas upp mot stadsrummet och blir ljusare.
- Tunnelbaneentrén flyttas mot Birger Jarlsgatan.
- 100 nya hyresrätter byggs.
- Ytterligare arbets- och handelsplatser inrättas.
- Det byggs hotell och restauranger.
- Parkeringshuset och glasentrén vid Grev Turegatan rivs.
- Äldre byggnader lyfts fram och exponeras, som Marmorhallarna, Sturebadet och före detta Freys Hyrverk.

Ombyggnadstiden beräknas till sju år men delas upp i två etapper. ADIA räknar med att investera cirka 5 miljarder kronor på projektet, inklusive detaljplanekostnader.